# Episodi di Miss Marple (serie televisiva 2004) (quinta stagione)
La quinta stagione della serie televisiva Miss Marple è stata trasmessa in prima visione dal 28 febbraio al 21 luglio 2010.
In Italia la stagione è stata trasmessa su DIVA Universal dal 1º al 22 agosto 2011.
| nº | Titolo originale                     | Titolo italiano          | Prima TV USA     | Prima TV Italia |
| -- | ------------------------------------ | ------------------------ | ---------------- | --------------- |
| 1  | The Pale Horse                       | Un cavallo per la strega | 21 luglio 2010   | 1º agosto 2011  |
| 2  | The Secret of Chimneys               | Il segreto di Chimneys   | 4 aprile 2010    | 8 agosto 2011   |
| 3  | The Blue Geranium                    | Il geranio azzurro       | 27 giugno 2010   | 15 agosto 2011  |
| 4  | The Mirror Crack'd from Side to Side | Assassinio allo specchio | 28 febbraio 2010 | 22 agosto 2011  |